# アーグラ

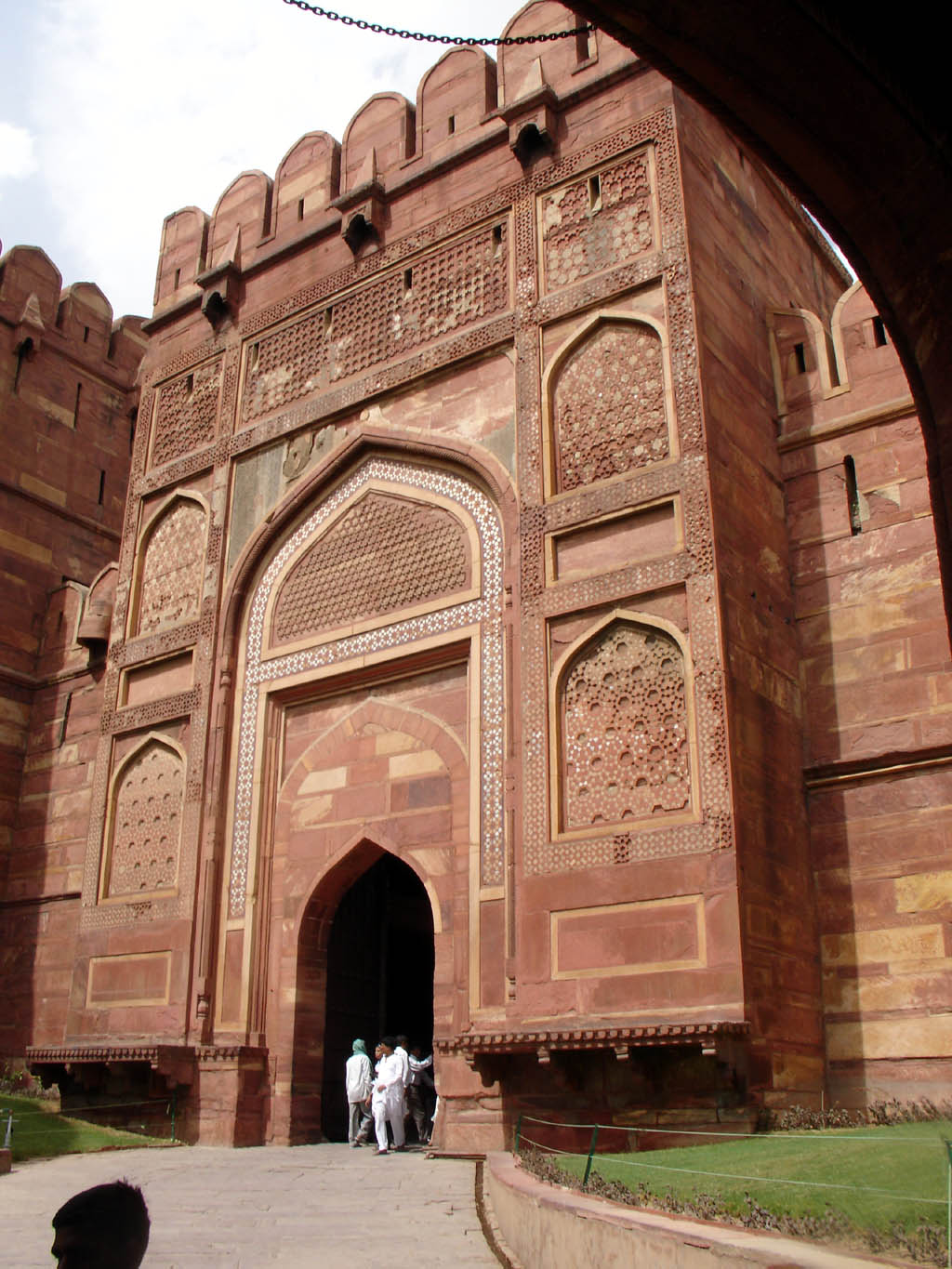
アーグラ城塞

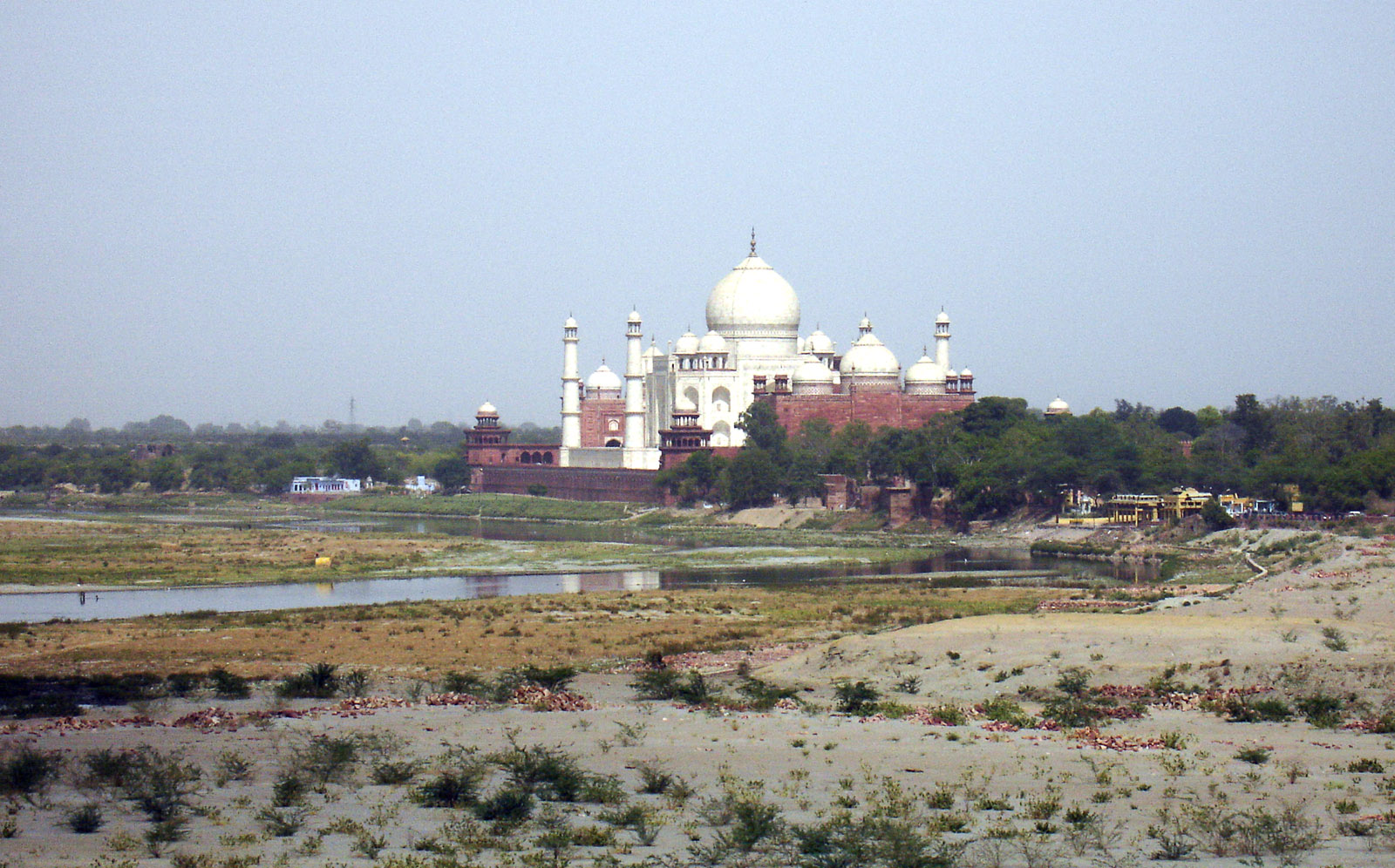
アーグラ城塞から眺めたタージ・マハル

アーグラ（ヒンディー語: आगरा, ウルドゥー語: آگرا, [äːɡ.ɾäː] アーグラー；英語: Agra アーグラ）はインドのウッタル・プラデーシュ州に属する都市。同州第4の都市で、2011年現在の人口は約157万。アーグラー、アグラとも表記する。世界遺産に登録されているタージ・マハル廟、アーグラ城塞があることで知られる。

## 地勢・産業
ガンジス川最大の支流であるヤムナー川沿いに位置する都市で、古代より交通の要所として発展した。周辺地域における政治、経済、文化の中心。世界遺産にも定められているタージ・マハルなど多くの観光名所があり、多くの観光客が訪れる。近隣の都市としては、約180キロ北にデリー、220キロ西にジャイプル、300キロ東にラクナウが位置している。

## 歴史
古代叙事詩の『マハーバーラタ』において、アグレーヴァナ（ अग्रेवण, Agrevaṇa「前方の森」の意）と表記されていた。3世紀のプトレマイオスが制作した世界地図にも、「Agra」としてその位置が記されている。1475年頃に、ラージャ・バダル・シングによって現代のアーグラとなる都市が設立された。
16世紀初頭、最後のデリー・スルターン朝であるローディー朝がこの地に都をおいた。ローディー朝を倒して1526年にムガル帝国が建てられるが、その3代皇帝であるアクバルの時代に都として定められた。5代皇帝のシャー・ジャハーンは、愛妃ムムターズ・マハルの死を嘆き、この街にタージ・マハル廟を建てた。
19世紀よりイギリスの支配下に入り、植民地統治の拠点の一つとなる。1927年にはアーグラ大学が建てられた。
1967年、日本人医師の宮崎松記がアグラにインド救らいセンターを設置。発足当初の1年間で1万人の患者を診察するなど、地域の医療環境を向上させた。

## 観光
世界的に知られるタージ・マハルのほか、ムガル帝国3代皇帝のアクバルが建てたアーグラ城塞、ファテープル・シークリーと3つのユネスコ世界遺産に登録された遺跡がある。
- タージ・マハル : 世界遺産に登録されているムガル帝国王妃の白亜の霊廟。ムガル帝国5代皇帝シャー・ジャハーンによって建立。
- アーグラ城塞 : ムガル帝国の栄光と権力を象徴する美しい城塞。ムガル帝国3代皇帝のアクバルが建設開始し、その後18世紀初頭まで建設が続けられた。赤砂岩で囲まれた城塞の中には、宮殿などの諸施設が建てられた。タージ・マハルの建設を命じたシャー・ジャハーンが7年間幽閉されていた囚われの塔（ムサンマン・ブルジ）も、城壁の中にある。世界遺産に登録されている。
- ファテープル・シークリー : ムガル帝国3代皇帝のアクバルが建てた首都宮城。14年間あまりここで政事を行った。世界遺産に登録されている。
- イティマード・ウッダウラ廟: ムムターズ・マハルの祖父、宰相ミールザー・ギヤース・ベグ（敬称イティマード・ウッドダラ اعتماد الدوله :「国家の拠り所」の意）のために1622年に建てられた白大理石の霊廟。
- アクバル廟（シカンドラー）: アーグラ郊外北西10kmにある城。1492年、シカンダル・ローディーによって首都宮城として建てられたが、その後ムガル帝国のアクバルの霊廟だけが残された。この霊廟は1613年建立。

## 交通

### 空港
市街地から10㎞程度のところにアーグラ空港（Agra airport）がある。民間機だけでなくインド空軍の軍用飛行場としても利用される。乗り入れ路線は国内線のみで、格安航空会社のIndiGoだけが運航しており、西部の大都市ムンバイ、州都のラクナウ（Lucknow）、中部の工業都市ボーパール（Bhopal）などへの便がある。

### 鉄道
市街地及び近郊に複数のターミナル駅を持ち各駅からインド各地へ列車が発着している。首都デリーまでは約200㎞、最速2時間弱である。アーグラー・カント駅 (Agra Cantt.、国鉄略称AGC)はカントメント駅（Agra Cantoment）とも呼ばれ、デリーと南部の大都市チェンナイを結ぶ幹線上に位置する。ガティマン急行、シャターブディー急行を始めとするデリーまで2時間前後で結ぶ最速の列車は全てこの駅発着である。ボパールやチェンナイに向かう列車のほか、西部の大都市ムンバイに向かう列車のうち一部がこの駅経由で運転される。ムンバイなどのインド南西部に向かう列車はアグラを通るものもあるが数は少なく、北西に50㎞離れた町マトゥラー（Mathura）にあるマトゥラー・ジャンクション駅（Mathura Junction、国鉄略称MTJ）経由のものが多い。
アグラとデリー方面を結ぶもう一つの玄関口であり、東方向からの玄関口ともなる駅がヤムナー川を渡り市街地から東に25㎞のところにあるトゥンドラ・ジャンクション駅（Tundla Junction、国鉄略称TDL）である。こちらはデリーから工業都市カーンプル（Kanpur）や宗教都市ヴァーラーナシー（Varanasi）を経て、東部の大都市コルカタを結ぶ幹線上に位置する。デリーまでの時間はカント駅発着の最速列車と比べてやや劣り最速3時間程度。なお、トゥンドラ駅から分岐してカント駅やフォート駅に向かう支線があり、列車本数はトゥンドラ駅に比べて大幅に減るもののカーンプル方面から市街地2駅を利用することもできる。
アグラ・フォート駅（Agra Fort、国鉄略称AF）およびイドガー駅（Idgah、国鉄略称IDH）はジャイプル（Jaipur）など西方向に向かう列車が多く発着する。フォート駅からジャイプルまでの路線は狭軌（1,000㎜）路線であったが、2000年代にインド国鉄標準の広軌（1,676㎜）に改軌された。
このほかに市街地には国鉄のいくつかの小さな駅がある。他のインドの都市同様に地下鉄（メトロ）の計画があり、2019年に建設が始まった。2022年冬に最初の区間が開業予定となっている。他のインドのメトロと同じく国際標準軌（1,435㎜）を採用する予定で、国鉄の路線網とは独立したものとなる。

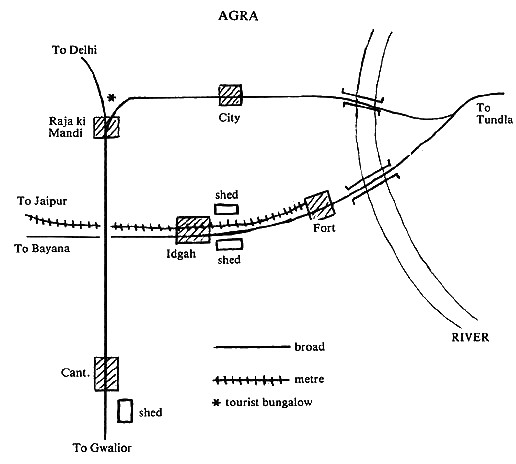
アグラ周辺の各駅の位置図。図中のメーターゲージ路線は改軌済み
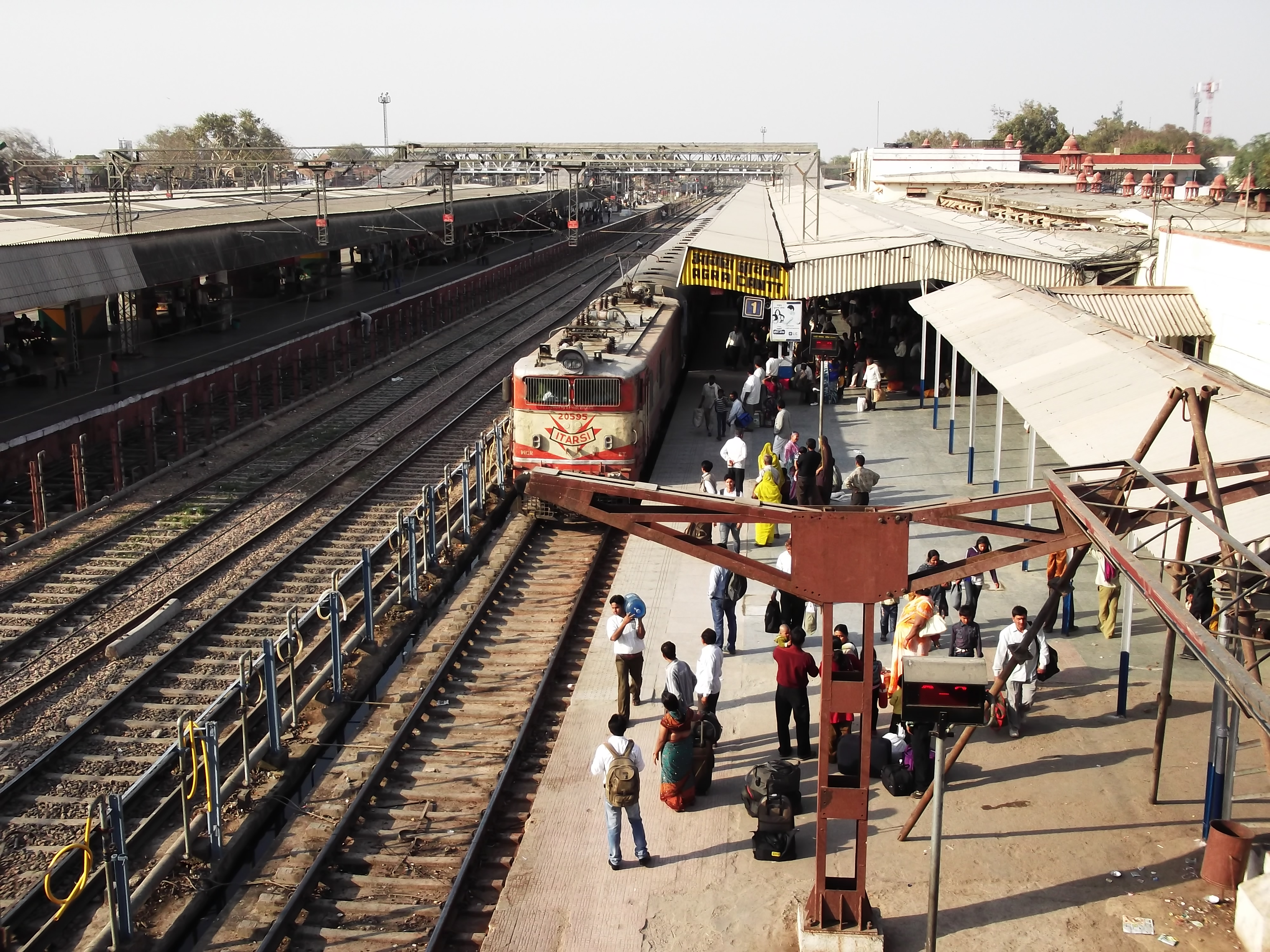
カント駅プラットホーム（2012年）
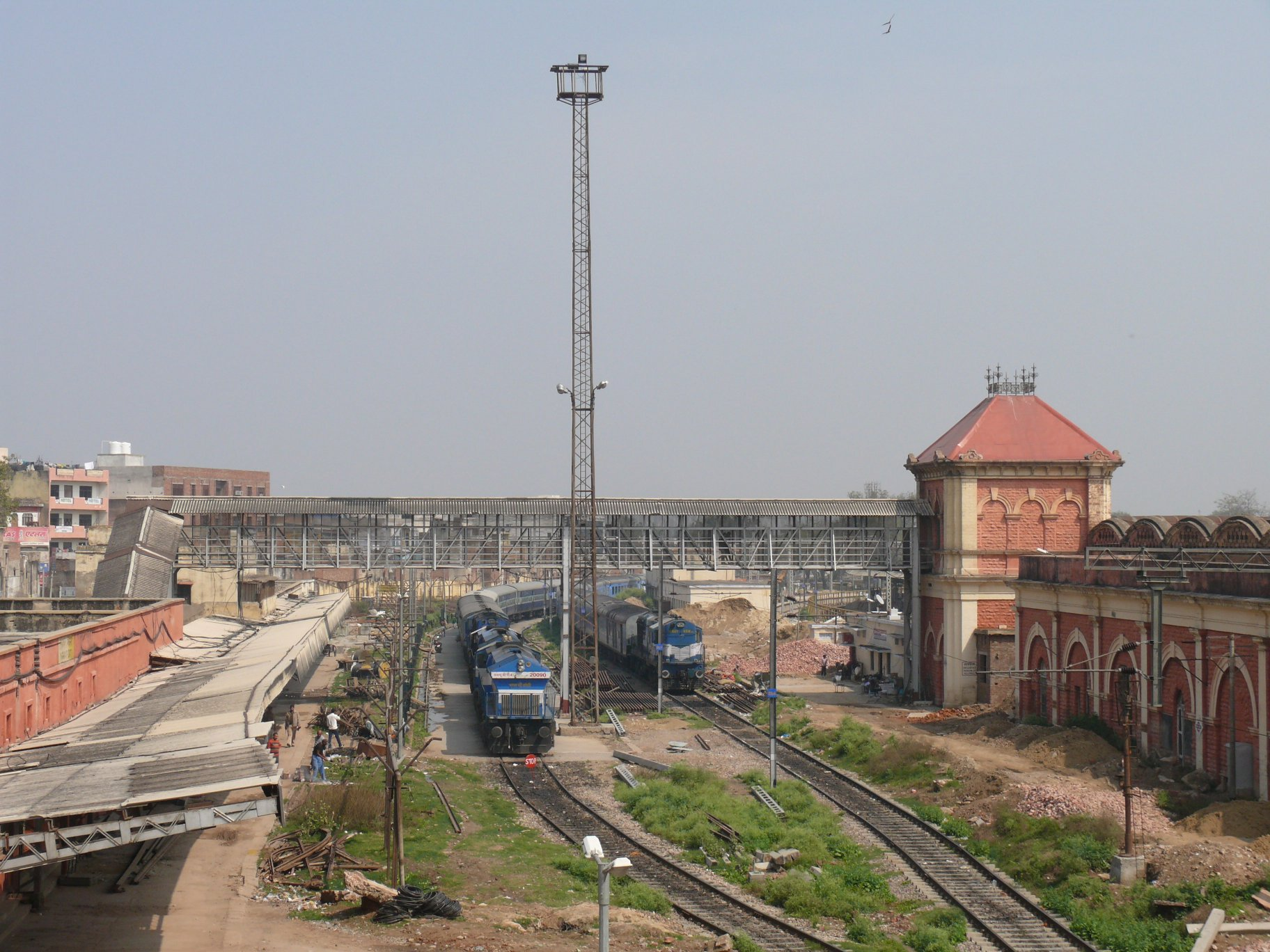
フォート駅構内（2014年）
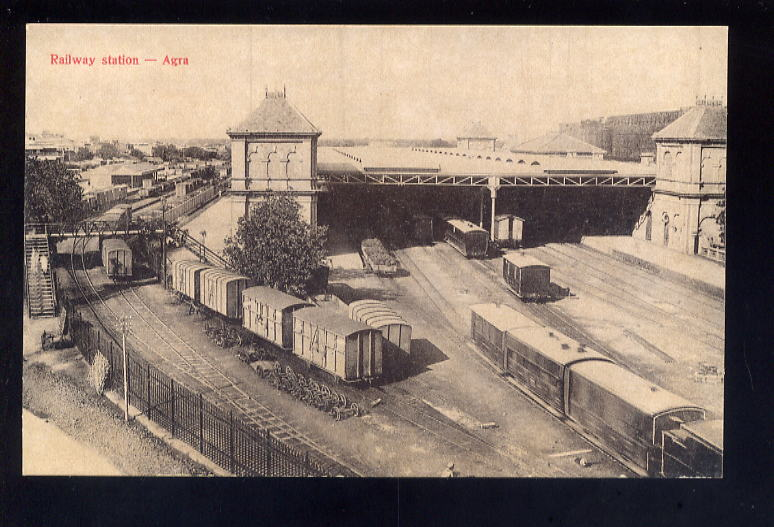
狭軌路線のターミナルだったフォート駅
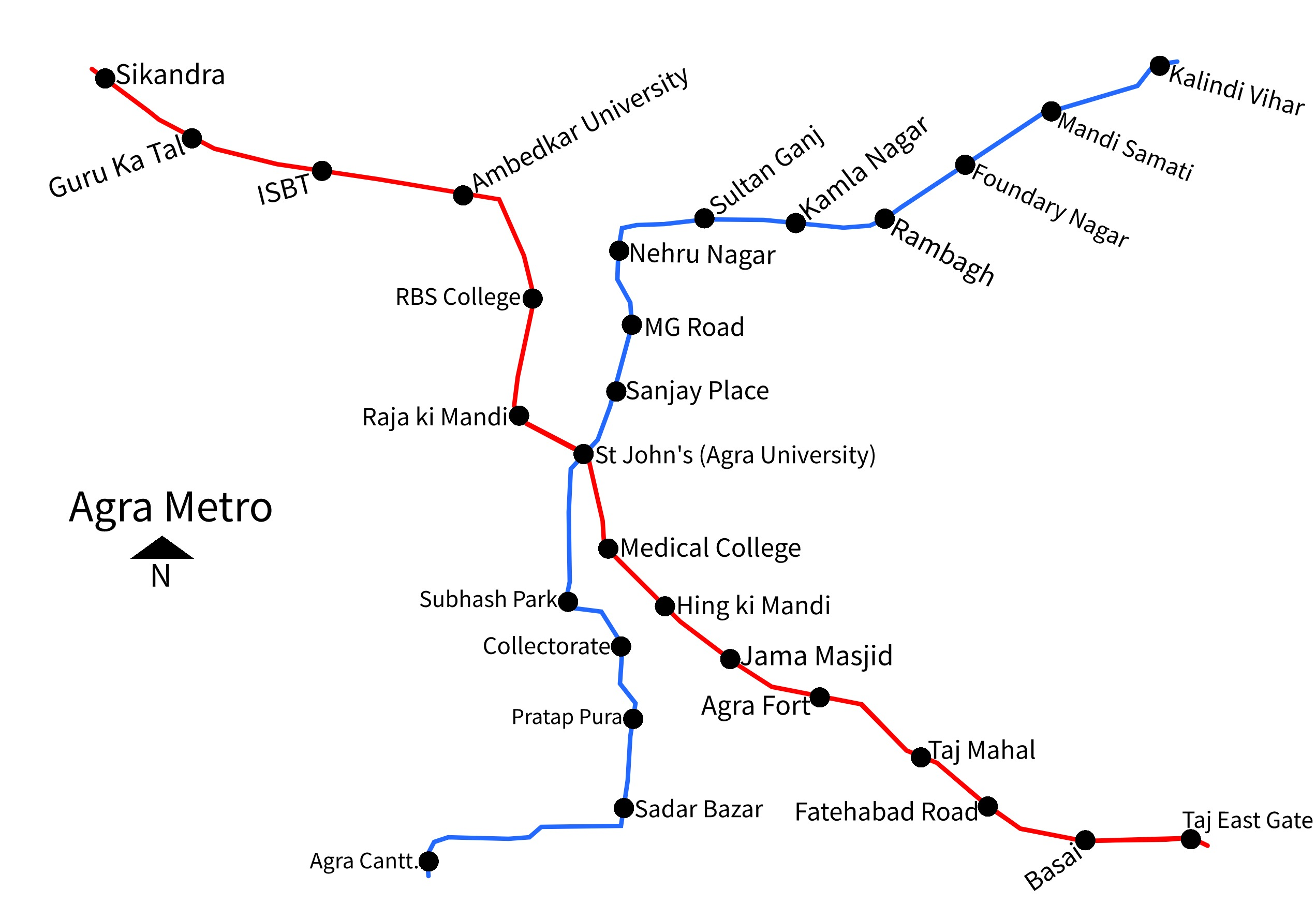
建設中のメトロ路線図

### バス
イドガー駅南側、カント駅東側の市街地にバスターミナルであるイドガーバススタンド（Idgah Bus Stand）がある。市内路線のほか、デリー、ジャイプル、マトゥラー、ジャーンシー（Jhansi）などへの長距離バスが出ている。

## アーグラ出身の著名人
- ミール・タキー・ミール - 詩人。ウルドゥー文学の抒情詩の巨匠
- マムヌーン・フセイン - パキスタン大統領

## 姉妹都市
- 成都市、中華人民共和国
- ペトラ、ヨルダン・ハシミテ王国
- テンピ、アメリカ合衆国
- サマルカンド、ウズベキスタン共和国